# John R. Foley
John Robert Foley (* 16. Oktober 1917 in Wabasha, Minnesota; † 11. November 2001 in Kensington, Maryland) war ein US-amerikanischer Politiker. Zwischen 1959 und 1961 vertrat er den Bundesstaat Maryland im US-Repräsentantenhaus.

## Werdegang
John Foley besuchte bis 1935 die St. Felix High School in seinem Geburtsort Wabasha. Danach studierte er bis 1940 am St. Thomas College in Saint Paul. Während des Zweiten Weltkrieges diente er zwischen 1941 und 1946 in der US Army. Nach einem anschließenden Jurastudium an der Catholic University und der Georgetown University in der Bundeshauptstadt Washington, D.C. und seiner 1950 erfolgten Zulassung als Rechtsanwalt begann er in diesem Beruf zu arbeiten. Danach hielt er selbst juristische Vorlesungen. Zwischen 1954 und 1958 war Foley Richter am Vormundschaftsgericht im Montgomery County in Maryland. Gleichzeitig schlug er als Mitglied der Demokratischen Partei eine politische Laufbahn ein. Im Jahr 1956 kandidierte er noch erfolglos für den Kongress.
Bei den Kongresswahlen des Jahres 1958 wurde Foley dann aber im sechsten Wahlbezirk von Maryland in das US-Repräsentantenhaus in Washington, D.C. gewählt, wo er am 3. Januar 1959 die Nachfolge von DeWitt Hyde antrat, den er bei der Wahl geschlagen hatte. Da er im Jahr 1960 dem Republikaner Charles Mathias unterlag, konnte er bis zum 3. Januar 1961 nur eine Legislaturperiode im Kongress absolvieren. 1962 bewarb sich John Foley erfolglos um seine Rückkehr in den Kongress. Danach zog er sich aus der Politik zurück. Er starb am 11. November 2001 in Kensington an den Folgen eines Herzanfalls.